# リチャード・ヘル
リチャード・ヘル（Richard Hell、1949年10月2日-）は、アメリカ合衆国ケンタッキー州
レキシントン出身のロック・ミュージシャン（ボーカリスト・ベーシスト）、作家、俳優である。本名はリチャード・レスター・マイヤーズ（Richard Lester Meyers）。ルックスや音楽性において、パンク・ロックシーンに多大な影響を与えた。

## 経歴

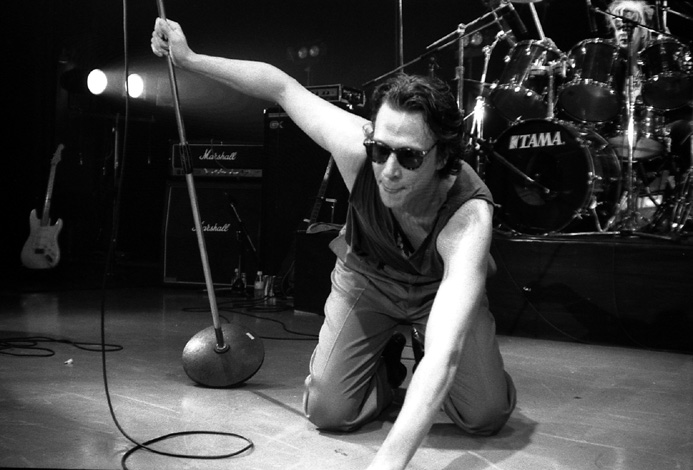
リチャード・ヘル、90年代、川崎市のCLUB CITTA'にて

心理学者の家庭に生まれ、7歳で父を亡くす。高校時代にトム・ヴァーレインと出会い、共に高校を中退。アラバマでは放火と器物損壊で逮捕されたこともある。
ニューヨークに出た1969年にヴァーレインとビリー・フィッカでネオン・ボーイズを結成。もともと詩人を目指していたヘルは、この時生まれて初めて楽器（ベース）を手にした。ヘルの社会反抗的な言動やスパイキーな髪型 は、19世紀のフランスの詩人アルチュール・ランボーに影響を受け、Hellの名前も著作「地獄の季節」から来ていると言われる。
ネオン・ボーイズは一旦活動を終えるが、1973年、3人に加え新たにリチャード・ロイドが加わり、テレヴィジョン が結成される。だがヘルとヴァーレインが音楽の志向で対立するようになり、1975年にヘルは脱退。
まもなく、ニューヨーク・ドールズを脱退したジョニー・サンダースとジェリー・ノーランから誘われ、ハートブレイカーズを結成。なお同じ頃、ニューヨーク滞在時にヘルを見初めたマルコム・マクラーレンからも、後にセックス・ピストルズに発展するバンドへの加入要請があったが、断っている。
ハートブレイカーズはウォルター・ルーも加えて4人編成で出発するが、ここでもヘルは音楽的確執をサンダースと起こし、結成1ヶ月後に脱退する。
1976年、ヘルは初めて自らが主導権を握るバンド、リチャード・ヘル&ヴォイドイズを結成する。メンバーはヘル、ロバート・クワイン、アイヴァン・ジュリアン、マーク・ベル（後のラモーンズ、マーキー・ラモーン）。同年EP盤をリリースした後、翌年1977年に最初のアルバム『ブランク・ジェネレーション』をリリース。高い評価を得、表題曲はヘルの代表的ナンバーとなった。
だが同年にベルが脱退してからは、ヘル自身のドラッグ癖も重なり、活動は滞りがちになる。かねてから親交のあったイギリスパブロックの大御所、ニック・ロウをプロデューサーに迎え新作を製作するが完成しないまま終わり、数枚のEPをリリースするにとどまった。一時期ヘルがボーカルに専念したり、何度かのメンバー交代などの変遷を経て、結局2作目『ディスティニー・ストリート』が発表されたのは1982年。すでにパンク・ロックのブームは退潮しており、この時点では評価を得られずに終わった。
1984年、ヘルはソロ名義のアルバムを発表し、継続的な音楽活動からは身を引くこととなる。そのアルバム名は『R.I.P』であった。
その後は文筆業、ポエトリー・リーディング、俳優業など多方面で活動。その傍ら、1992年にはヘルを敬愛するソニック・ユースのメンバーらとディム・スターズを結成するなど、単発ながら音楽活動も行っている。

## 功績
- 独特の短く逆立てたヘアスタイル、破けたメッセージシャツを着込む姿はマクラーレンによってイギリスに持ち込まれ、セックス・ピストルズのルックスに流用された。また、ジョニー・ロットン（腐った）やシド・ヴィシャス（意地悪い）といった芸名のつけ方からも、『地獄』を名乗るヘルの影響が窺える。
- ヘル自身の歌唱力や演奏力が高かったとはいえない。だが独特の印象をもたらす歌声、『ブランク・ジェネレーション』に代表される焦燥感ある歌詞の世界が大きな支持を得た。こういった特徴が、やがてパンクロック全体のパブリック・イメージとなっていく。

## ディスコグラフィ

### アルバム
- 経歴欄にあるもののほか、数枚の編集版もある。

## ビブリオグラフィ
- 『GO NOW』（日本語訳・2004年太田出版） など